# Esport a Catalunya

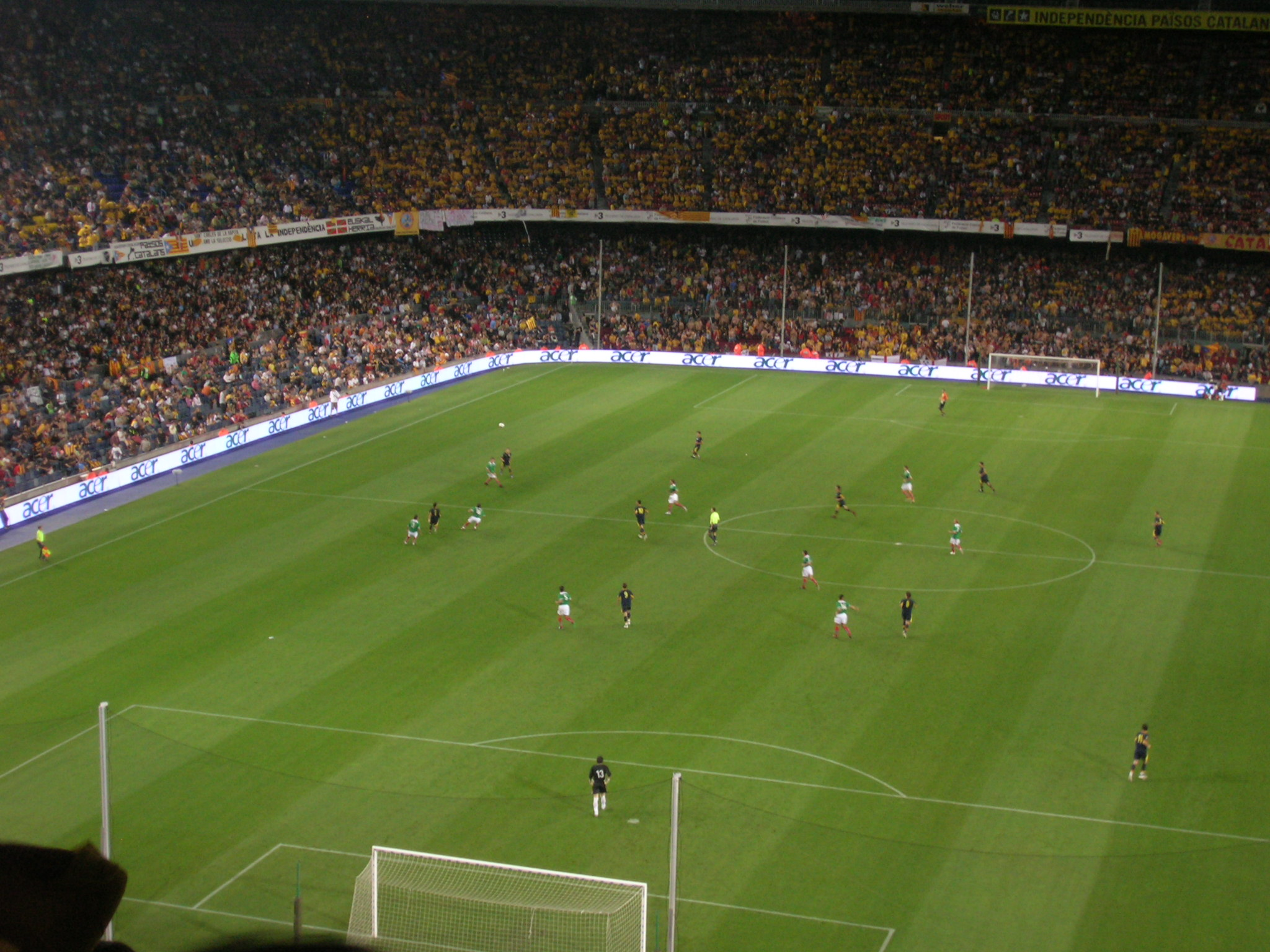
Catalunya-Euskadi (2006)

L'esport té una important incidència a Catalunya, des dels seus inicis a finals del segle xix. Avui dia els esports amb més seguidors i practicants a Catalunya són el futbol, el basquetbol, l'handbol, l'hoquei sobre patins, el tennis, el rugbi (principalment a la Catalunya del Nord) o els esports de motor, tot i que hi ha molts altres esports, que tot i ser més minoritaris, tenen o han tingut força importància, i on Catalunya ha estat pionera a la península Ibèrica, com ara l'atletisme, la boxa, el ciclisme, l'hoquei sobre herba, la natació o el waterpolo, entre d'altres.
El principal esdeveniment esportiu celebrat a Catalunya han estat els Jocs Olímpics d'Estiu de 1992, a Barcelona.
Al voltant d'un 46% de la població catalana major de 16 anys manifesta que fa una pràctica esportiva, que està per sobre de la mitjana europea, que és d'un 41%. Les activitats esportives més practicades són de caràcter recreatiu, i es realitzen tant en espais convencionals com en els públics urbans o el medi natural. Hi ha diferències segons diverses variables sociodemogràfiques, com l'edat, els sexe i els nivells educatius. Els homes practiquen esport més que les dones, els joves més que les persones de més edat, i les persones amb nivells educatius superiors més que les persones sense estudis.

## Organització
L'esport català s'organitza en clubs esportius, els quals formen les federacions esportives catalanes, les quals depenen de la Secretaria General de l'Esport de la Generalitat de Catalunya (a la Catalunya del Sud), que és l'ens responsable de l'esport al territori i l'encarregada de dirigir-lo i gestionar-lo, mitjançant el Consell Català de l'Esport.
La majoria de federacions esportives catalanes foren pioneres a la península Ibèrica en els seus respectius esports, i algunes d'elles, com la Federació Catalana de Rugbi, fundadores dels propis organismes internacionals.
La majoria d'esportistes catalans competeixen internacionalment adscrits a les federacions espanyoles i franceses, tot i que algunes federacions catalanes, d'esports minoritaris, són reconegudes internacionalment competint en els seus esports de ple dret.

## Futbol

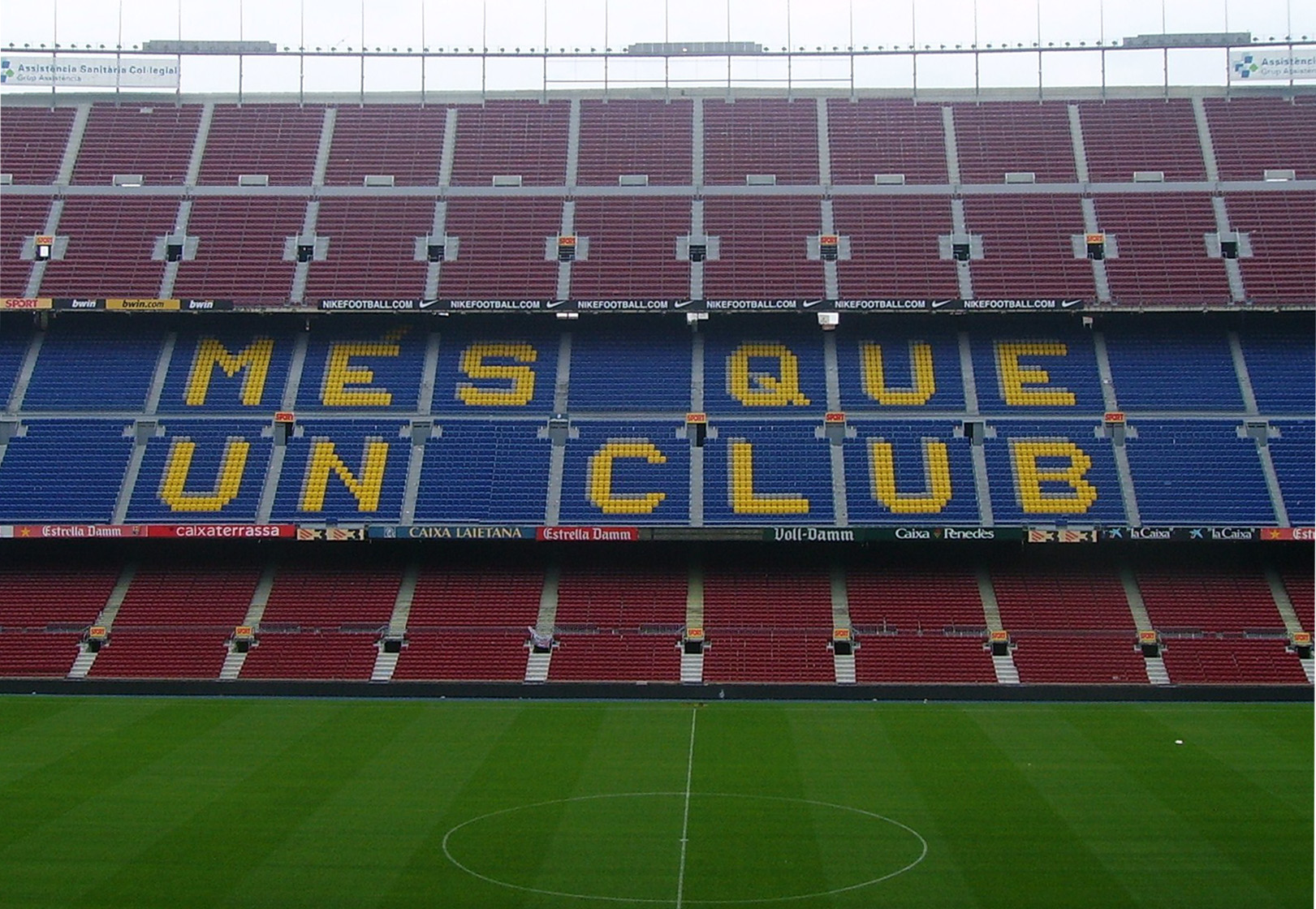
Estadi del Camp Nou

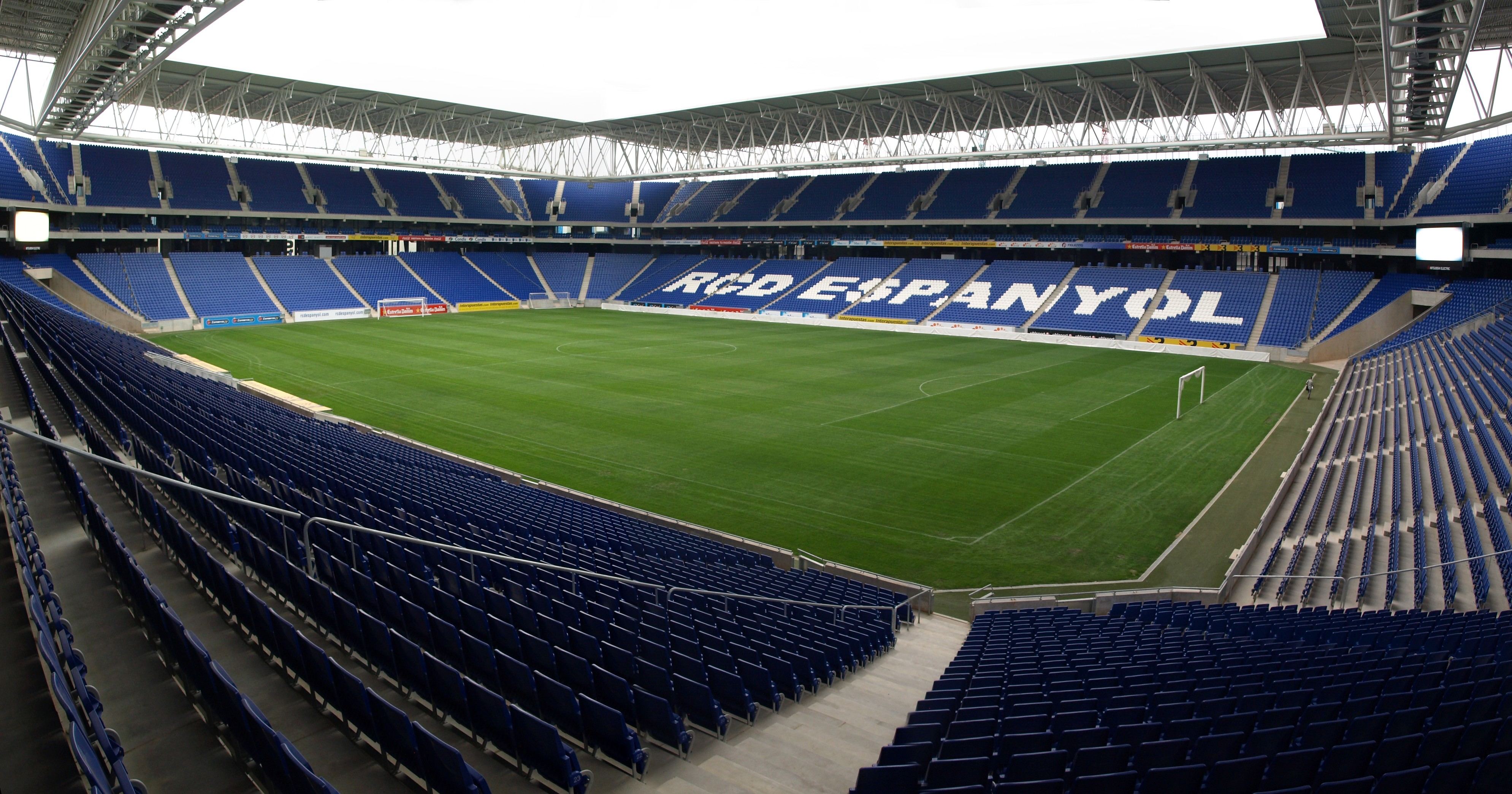
Estadi de Cornellà-el Prat

El futbol és l'esport més important a Catalunya pel que fa a seguidors i nombre de practicants. Es va introduir a finals del segle xix, principalment per l'entusiasme de treballadors britànics residents al país o estudiants catalans que havien estat a Gran Bretanya.
El primer club de futbol que es creà a Catalunya fou el Palamós Foot-Ball Club fundat el 1898, però el lloc on més es desenvolupà fou a la ciutat de Barcelona on ràpidament nasqueren gran quantitat de clubs destacant el Català SC, el Foot-Ball Club Barcelona, ambdós del 1899, l'Hispània Football Club i la Societat Espanyola de Football del 1900, el FC Internacional i l'Universitari SC del 1901, l'X Sporting Club del 1902, el Centre de Sports Sabadell del 1903, el FC Espanya del 1905 i el CE Europa del 1907.
El primer campionat fou la Copa Macaya, creada el desembre de 1900, i que més tard es convertí en el Campionat de Catalunya de futbol, competició que assolí gran prestigi fins a la seva desaparició el 1940. Actualment, la competició catalana més important és la Copa Catalunya, que es disputa, tant en modalitat masculina com femenina.
El futbol català és dirigit per la Federació Catalana de Futbol, que té les seves arrels l'any 1900. Els principals clubs de l'actualitat, segons la seva classificació esportiva a data de 2009, són Futbol Club Barcelona, Reial Club Deportiu Espanyol, Club Gimnàstic, Girona Futbol Club, Centre d'Esports Sabadell, Unió Esportiva Sant Andreu, Unió Esportiva Lleida, Club de Futbol Badalona, Unió Deportiva Atlètica Gramenet, Terrassa Futbol Club, Club de Futbol Gavà, Club de Futbol Reus Deportiu i Centre d'Esports L'Hospitalet.
El futbol català ha proporcionat importants figures d'aquest esport com Paulí Alcàntara, Ricard Zamora, Josep Samitier, Josep Escolà, Antoni Ramallets, Marià Gonzalvo, Estanislau Basora, Joan Segarra, Daniel Solsona, Carles Rexach, Josep Guardiola, Carles Puyol, Xavi Hernàndez o Jordi Alba.

## Basquetbol

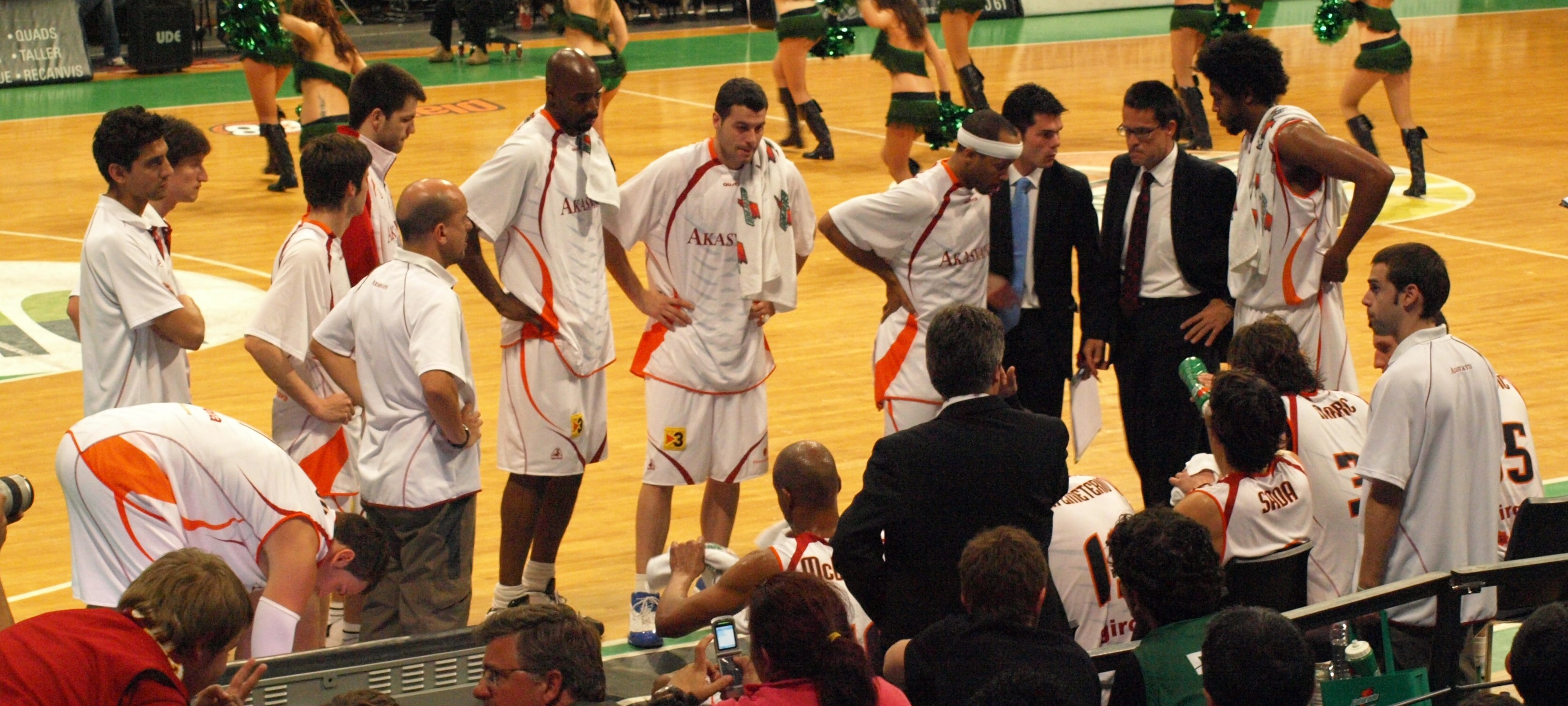
CB Girona

El basquetbol es practicà per primer cop a Catalunya l'any 1913 a l'escola Vallparadís de Terrassa, per iniciativa d'Alexandre Galí i Artur Martorell. Després de la Primera Guerra Mundial, el belga resident a Barcelona i propietari d'un gimnàs a la ciutat, Emile Tiberghien, incorporà el bàsquet al seu centre. L'impuls definitiu el donà, però, l'any 1922 el pare Eusebi Millan, que organitzà el primer equip a les Escoles Pies de Sant Antoni de Barcelona.
L'any 1922 nasqué el primer club de basquetbol de Catalunya, el Laietà Basket-Ball Club. A més del Laietà, els clubs que dominaren el bàsquet català durant aquests anys foren el CE Europa, la Société Patrie, el FC Martinenc, el RCD Espanyol, la UE Sants, la Juventus Athlètic Club de Sabadell o l'Iluro BC de Mataró. Després del 1940 prenen el relleu el CB L'Hospitalet, el FC Barcelona, el Club Joventut de Badalona, l'Aismalibar de Montcada o el Picadero JC. Des del naixement de l'ACB, els clubs catalans més importants han estat, a més de Barça i Joventut, el Bàsquet Manresa, el CB Girona o el Lleida Basquetbol.
Des dels seus inicis, el basquetbol és un dels esports més practicat per les dones. A Catalunya destacaren clubs com el CE Mataró, el Picadero (que més tard es convertí en Club Comansi), el CB Tortosa, el CB Masnou, o més recentment l'UB-FC Barcelona, el Cadí La Seu o el CB Olesa-Espanyol.
El Campionat de Catalunya de bàsquet, tant en categoria masculina, com femenina, fou la competició més important en els primers anys del bàsquet. El campionat masculí desaparegué el 1957, coincidint amb el naixement de la lliga espanyola. Catalunya ha estat, a més, seu de dos campionats d'Europa de bàsquet, els anys 1973 i 1997, per celebrar el 50è i 75è aniversari de la Federació Catalana de Bàsquet.
Catalunya ha donat grans figures d'aquest esport, a esmentar: Jordi Bonareu, Francesc Buscató, Eduard Kucharski, Joan Creus, Ferran Martínez i Garriga, Nacho Solozábal, Jordi Villacampa, Pau Gasol, Raül López, Juan Carlos Navarro o Marc Gasol.

## Handbol

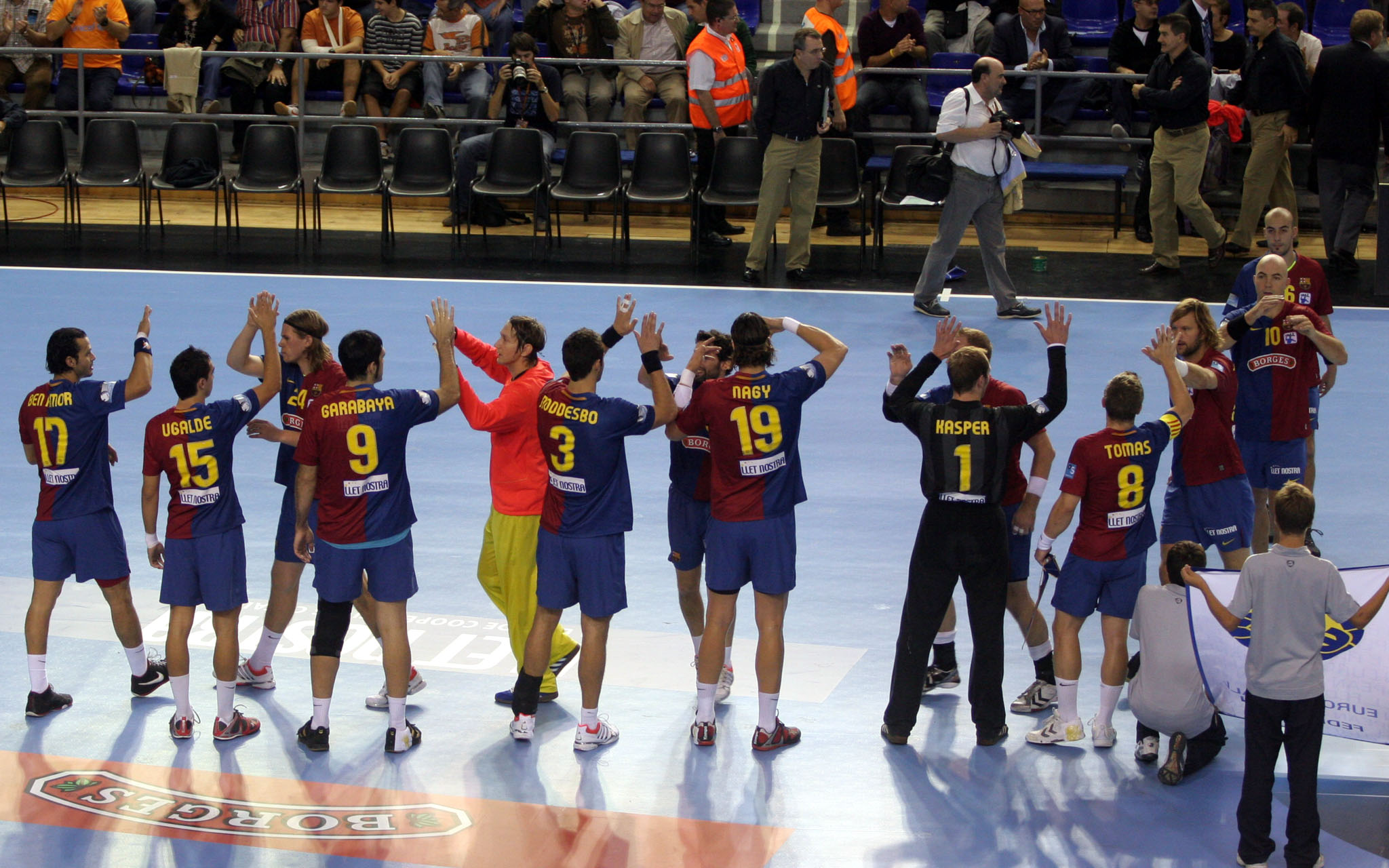
FC Barcelona

El 1941 l'handbol pren forma definitiva a Catalunya. Un any més tard es creà la Federació Catalana. Aquest esport va créixer fortament al país en aquests anys (ja hi havia 80 clubs el 1958), en la modalitat d'onze jugadors. A finals dels 50 l'handbol a onze desapareix, essent substituït per l'handbol a set, que es disputa en pavellons tancats.
La principal competició catalana fou el Campionat de Catalunya d'handbol a onze durant els anys 40 i 50. Des dels anys 80 es creà la lliga catalana d'handbol, organitzada per la FCH, que més tard fou substituïda per la Lliga dels Pirineus i que la federació catalana coorganitzà amb la Lliga del Llenguadoc-Rosselló.
Pel que fa a clubs, els dos grans representants d'aquest esport han estat el FC Barcelona i el BM Granollers, ambdós amb un brillant palmarès, tant a nivell català, com espanyol i europeu. Pel que fa als esportistes podem destacar jugadors com Quico López Balcells, Eugeni Serrano, Joan Sagalés, Enric Masip i David Barrufet o entrenadors com Valero Rivera (un dels entrenadors amb millor palmarès de la història de l'esport).

## Hoquei sobre patins
L'hoquei sobre patins és un dels esports més arrelats a Catalunya. La primera notícia d'un partit d'hoquei sobre rodes data del 1915, tot i que no fou fins a mitjan des anys vint quan l'esport començà a arrelar de forma definitiva. La Federació Catalana de Patinatge es fundà el 1928 i el primer campionat de Catalunya es disputà el 1930.
El primer gran dominador de l'hoquei patins català fou el RCD Espanyol, que fou 11 cops campió d'Espanya entre els anys 1944 i 1962. Quan l'Espanyol desaparegué, la majoria dels seus jugadors ingressaren al CP Voltregà, que juntament amb el FC Barcelona, el Reus Deportiu i, més tard, l'Igualada HC es convertiren en els principals clubs del país. Altres club també força reeixits han estat el CP Vilanova, el CE Noia o el CP Vic.
L'any 1992 l'hoquei patins fou esport de demostració als Jocs Olímpics de Barcelona 1992, amb subseus a Reus, Vic i Sant Sadurní d'Anoia. L'any 2004, la Federació Catalana de Patinatge fou admesa a la Federació Internacional de Patinatge (FIRS) com a membre provisional i participà en el Campionat del Món B d'hoquei patins a Macau on es proclamà campiona, però, en una assemblea plena d'irregularitats celebrada a Fresno fou revocada la decisió anterior i, per tant, exclosa de la FIRS.
Des del 2004, la selecció catalana competeix a la Golden Cup de Blanes (competició amistosa reconeguda pel Comitè Internacional d'Hoquei sobre patins) i des del 2006 pertany a la Confederació Sud-americana del Patí amb el dret a participar en la Copa Amèrica.
Catalunya pot ser considerada per palmarès esportiu, a nivell de clubs i a nivell de selecció (la majoria de jugadors que són seleccionats per jugar amb Espanya són catalans) com la primera potència mundial en aquest esport. Catalunya ha donat grans figures mundials d'hoquei patins com Tito Mas, Jordi Trias, Humbert Ferrer, Enric Carbonell, Enric Roca, Joan Sabater, Joan Brasal, Jordi Villacorta, Sergi Centell, Quico Alabart, Carles Trullols, Joaquim Paüls, Carles Folguera o Alberto Borregán.

## Tennis

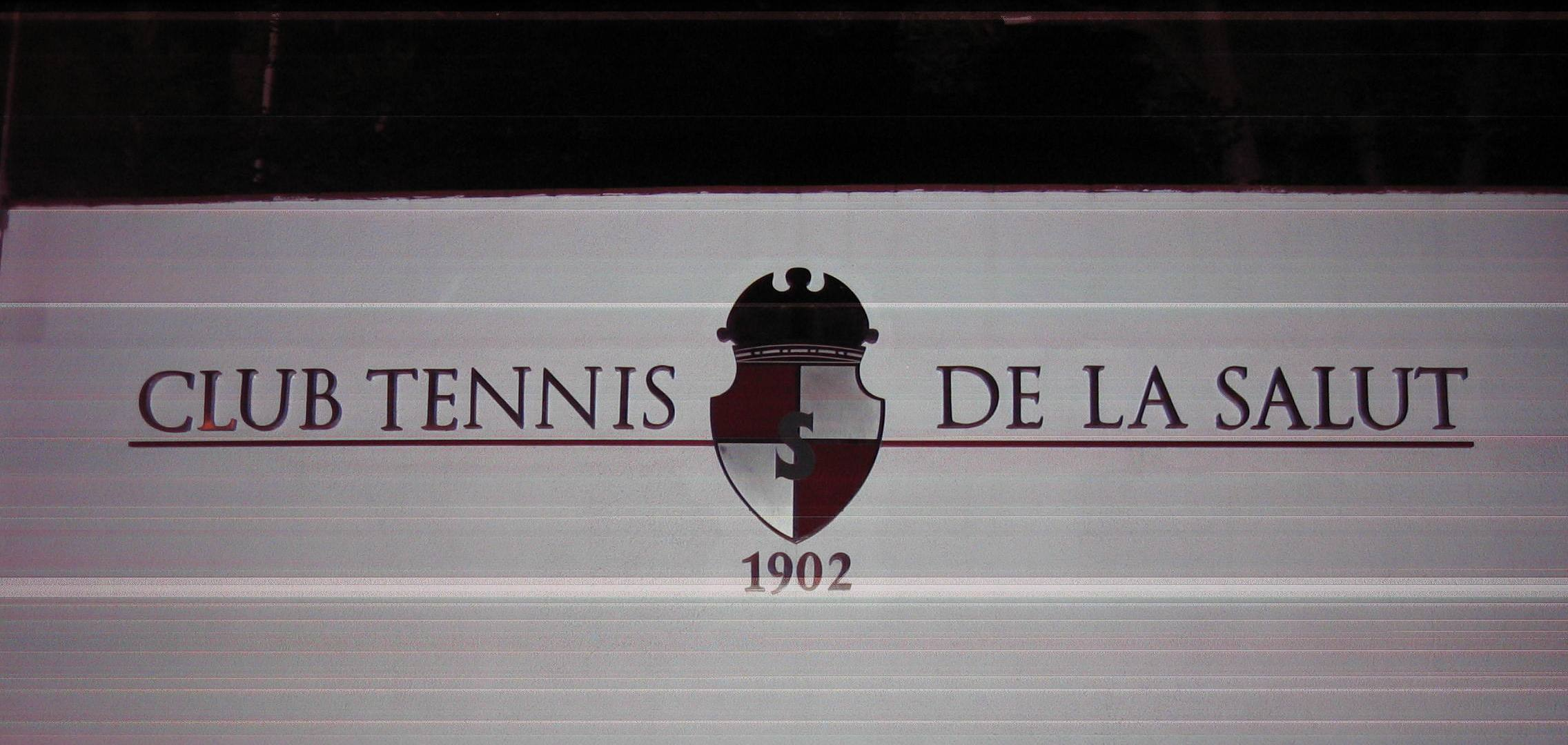
Club Tennis La Salut

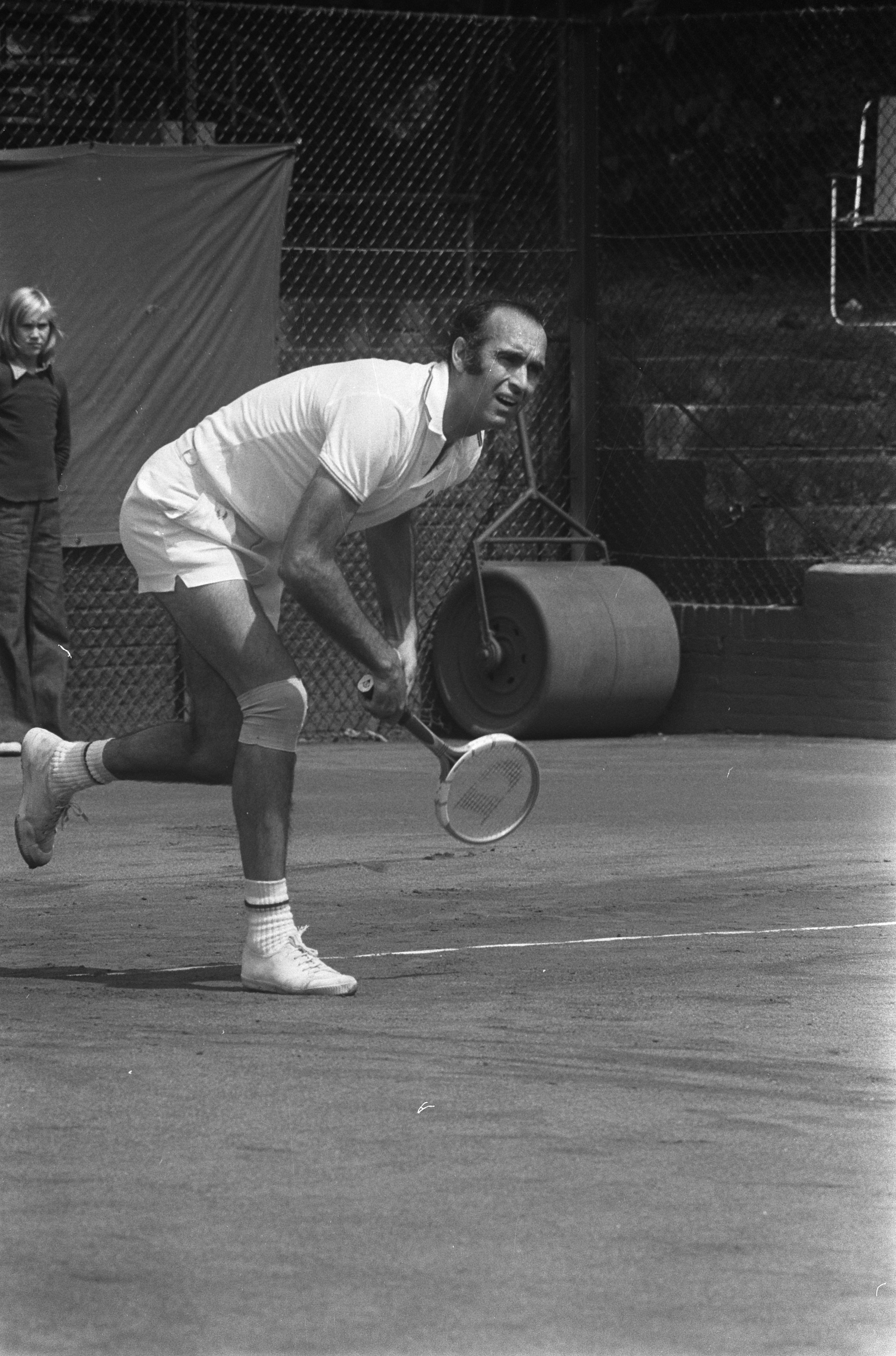
Andreu Gimeno

El tennis començà a practicar-se a Catalunya a finals de segle xix a ciutats com Barcelona o Reus per britànics establerts a Catalunya i membres de la burgesia catalana.
El primer club fou el Barcelona Lawn Tennis (1899, format majoritàriament per anglesos), seguit per l'Sportverein (dels alemanys), el Club Tennis La Salut (1902), el Polo Jockey Club (1904), el Reial Club de Tennis del Turó (1905), la Reial Societat Esportiva Pompeia (1905), el Catalunya Lawn Tennis Club (1906), el Reial Sport Tennis Club de Reus (1910) o el Club Tennis Barcino (1917, com a secció del CADCI)
El 1904 es funda l'Associació de Lawn Tennis de Barcelona (primera de l'estat), que ingressà com a membre de ple dret a la Lawn Tennis Association (la federació internacional del moment). El 1913, es transformà en Associació de Lawn Tennis de Catalunya. Les primeres competicions esportives també es disputaren a Catalunya. El 1917 es diputa el primer Campionat de Catalunya de Tennis. També, el 1923 es disputà a Barcelona el primer Campionat de Món en pista coberta. Actualment, el principal torneig disputat a Catalunya és el Torneig Comte de Godó, a les pistes del RC de Tennis Barcelona. Des de l'any 2009 la Reial Federació Espanyola de Tennis té la seu a la Font del Gat de Barcelona.
Molts han estat els grans tennistes que ha donat Catalunya, campions internacionals. Podem destacar (amb els principals triomfs):
- Andreu Gimeno, Roland Garros (1972)
- Manuel Orantes, US Open (1975), Masters (1976)
- Sergi Bruguera, Roland Garros (1993, 1994), Plata Olímpica (1996)
- Albert Costa, Roland Garros (2002)
- Arantxa Sánchez Vicario, Roland Garros (1989, 1994, 1998), US Open (1994), Plata Olímpica (1996), Bronze Olímpic (1992)
- Alex Corretja, Masters (1998)
- Jordi Arrese, Plata Olímpica (1992)

## Rugbi

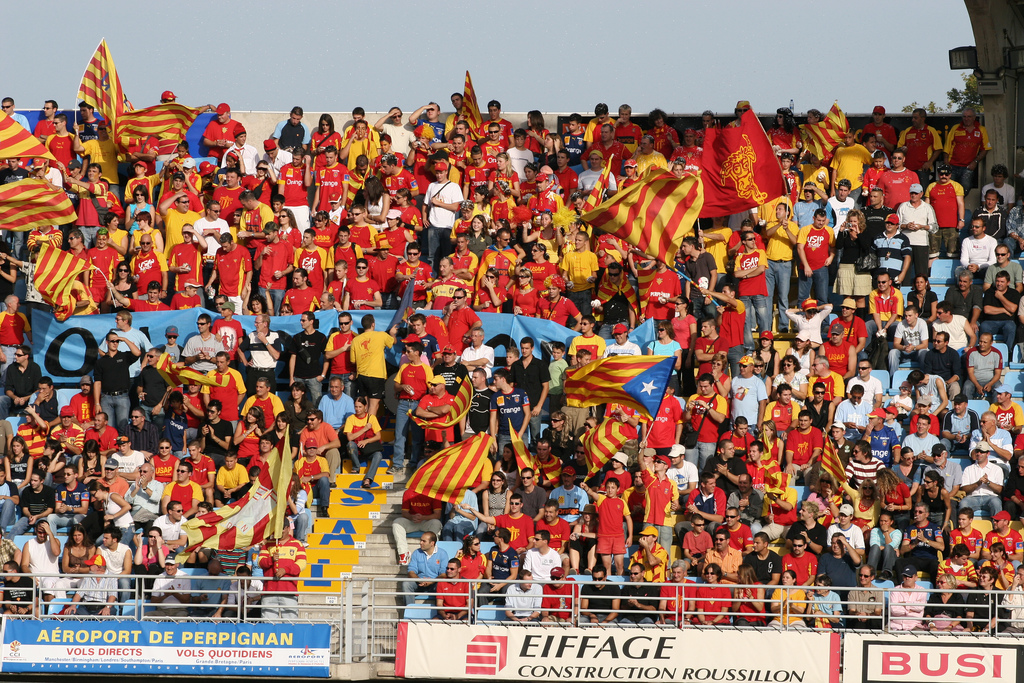
Afeccionats de la USAP

El rugbi fou introduït a la Catalunya del Nord per Albert Lincou a finals del segle xix mentre que a la del Sud no arribà fins al 1921, introduït per Baldiri Aleu i Torres.
A la Catalunya Nord és l'esport més important. Els principals clubs són la USAP de Perpinyà (1902) en la modalitat de rugbi a 15 i els Catalans Dragons (1934) en la modalitat de rugbi a 13. Ambdós clubs han estat diversos cops campions de França.
A la Catalunya Sud el principal club és la Unió Esportiva Santboiana (1921). Altres clubs destacats són les seccions del FC Barcelona i CN Barcelona, el BUC o el RC l'Hospitalet. L'any 1922 es fundà la Federació Catalana de Rugbi, que fou membre fundador de la Federació Internacional (FIRA).
Alguns jugadors destacats que ha donat el rugbi català han estat: Aimé Giral, Gilbert Brutus, Fernand Vaquer, Joseph Sayrou, Joseph Pascot, Raoul Got, Marcel Baillette, Félix Barbe, Joseph Desclaux, Jo Maso, Robert Puig-Aubert, Pascal Bomati, Jean-François Imbernon, Bernard Goutta, Thomas Lièvremont, Nicolas Mas, Albert Malo, Alfons Martínez, Carles Badia, Oriol Ripol o Ferran Velazco.

## Automobilisme

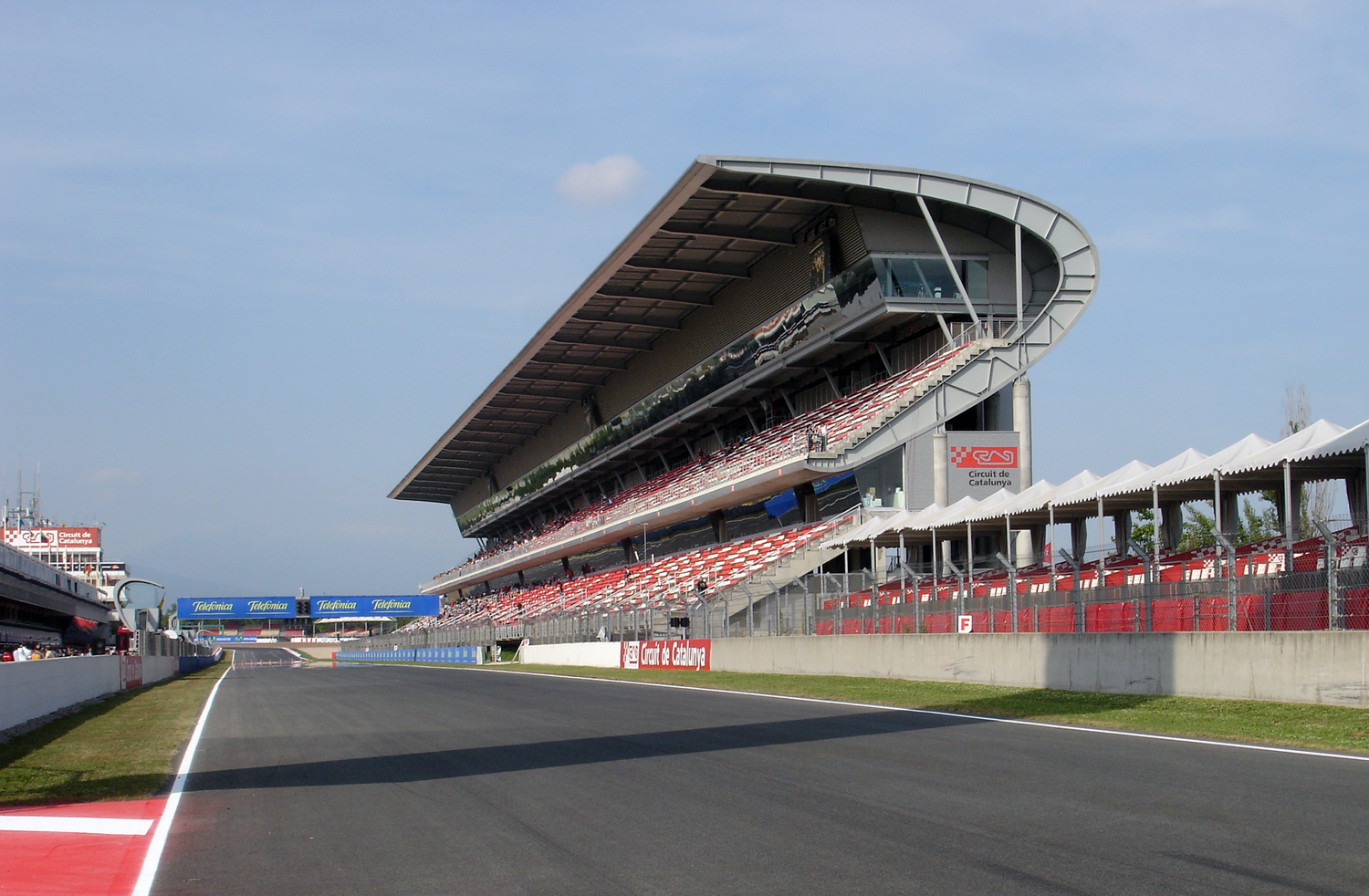
Circuit de Catalunya

L'esport del motor ha tingut una llarga tradició a Catalunya. El primer club automobilístic català i el més important avui dia fou l'Automòbil Club de Barcelona (actual RACC), fundat el 1903. Els primers anys de segle xx es començaren a disputar les primeres competicions, com la Copa Catalunya o la Volta a Catalunya. L'any 1916 es fundà la Penya Rhin, un dels clubs més populars del moment.
Diversos han estat els circuits que s'han construït al país. El primer fou l'autòdrom de Terramar de l'any 1922. El més important ha estat el Circuit de Catalunya, del 1991, i que acull proves dels Campionats del Món d'Automobilisme i Motociclisme, entre moltes altres proves.
Les competicions actuals més importants són el Gran Premi d'Espanya en Fórmula 1 o el Ral·li Catalunya.
L'únic català que ha arribat a estar a la Fórmula 1 és Dani Clos.

## Motociclisme

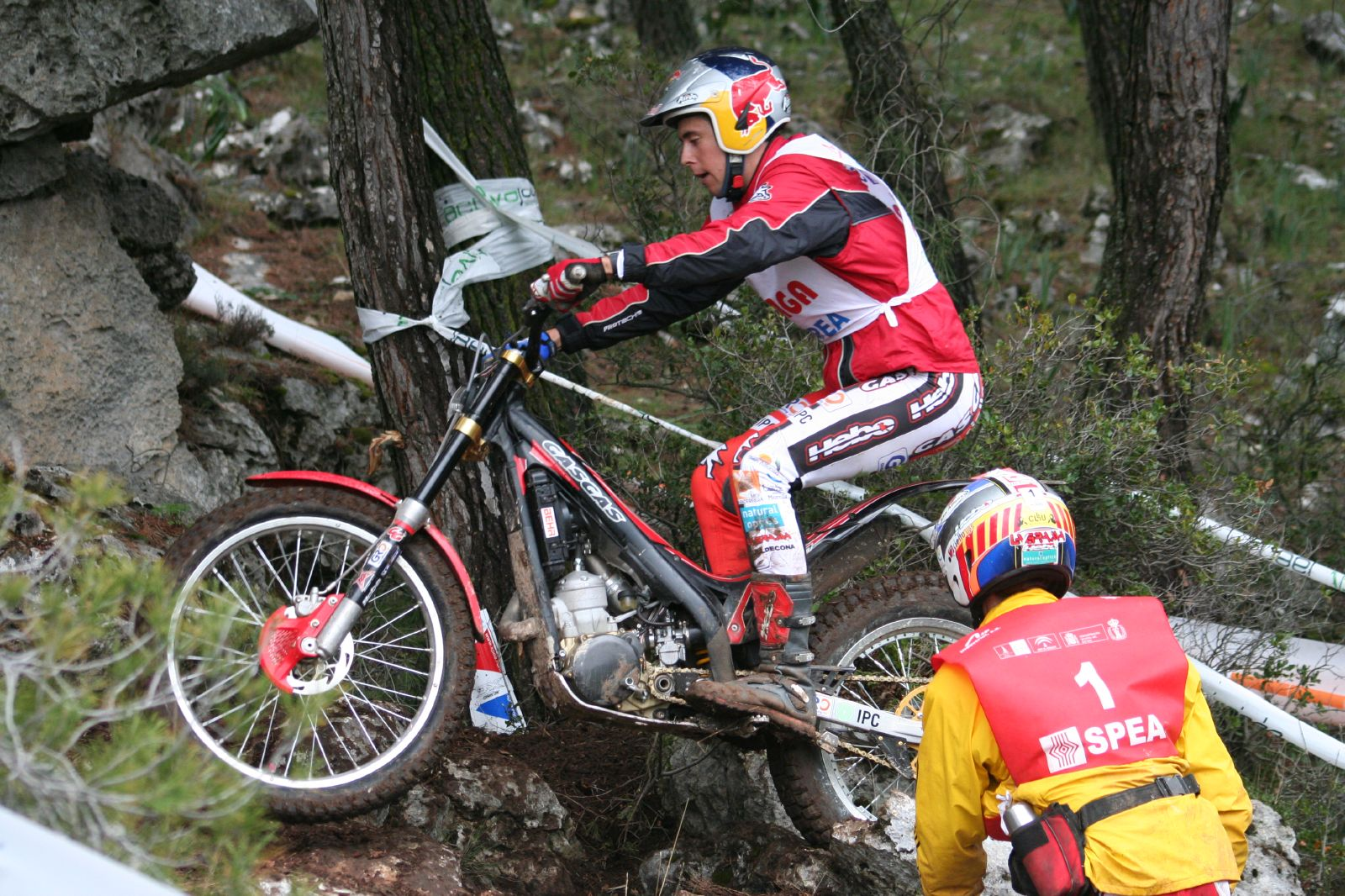
Adam Raga

L'any 1913 nasqué l'Amateur Moto Club de Barcelona, que el 1916 es convertí en Moto Club Esportiu de Catalunya. Aquest club fou el principal promotor de competicions a la primera meitat del segle xx, com la pujada al Tibidabo, el Gran Premi de Barcelona, la Volta Motorista a Catalunya (1916) o el Campionat d'Espanya (1919), entre d'altres.
Catalunya ha estat històricament un important fabricant de motocicletes de competició com Derbi, Montesa, Bultaco, Gas Gas o Ossa.
El motociclisme ha donat molts campions mundials catalans en les diverses modalitats de l'esport. En velocitat podem esmentar Àlex Crivillé, Sito Pons, Dani Pedrosa, Pol Espargaró, Maverick Viñales i Marc Márquez, en trial Jordi Tarrés, Adam Raga, Toni Bou, Marc Colomer i Laia Sanz, en enduro Ivan Cervantes o en ral·lis Nani Roma i Marc Coma.
La competició actual més important és el Gran Premi de Catalunya de motociclisme.

## Ciclisme

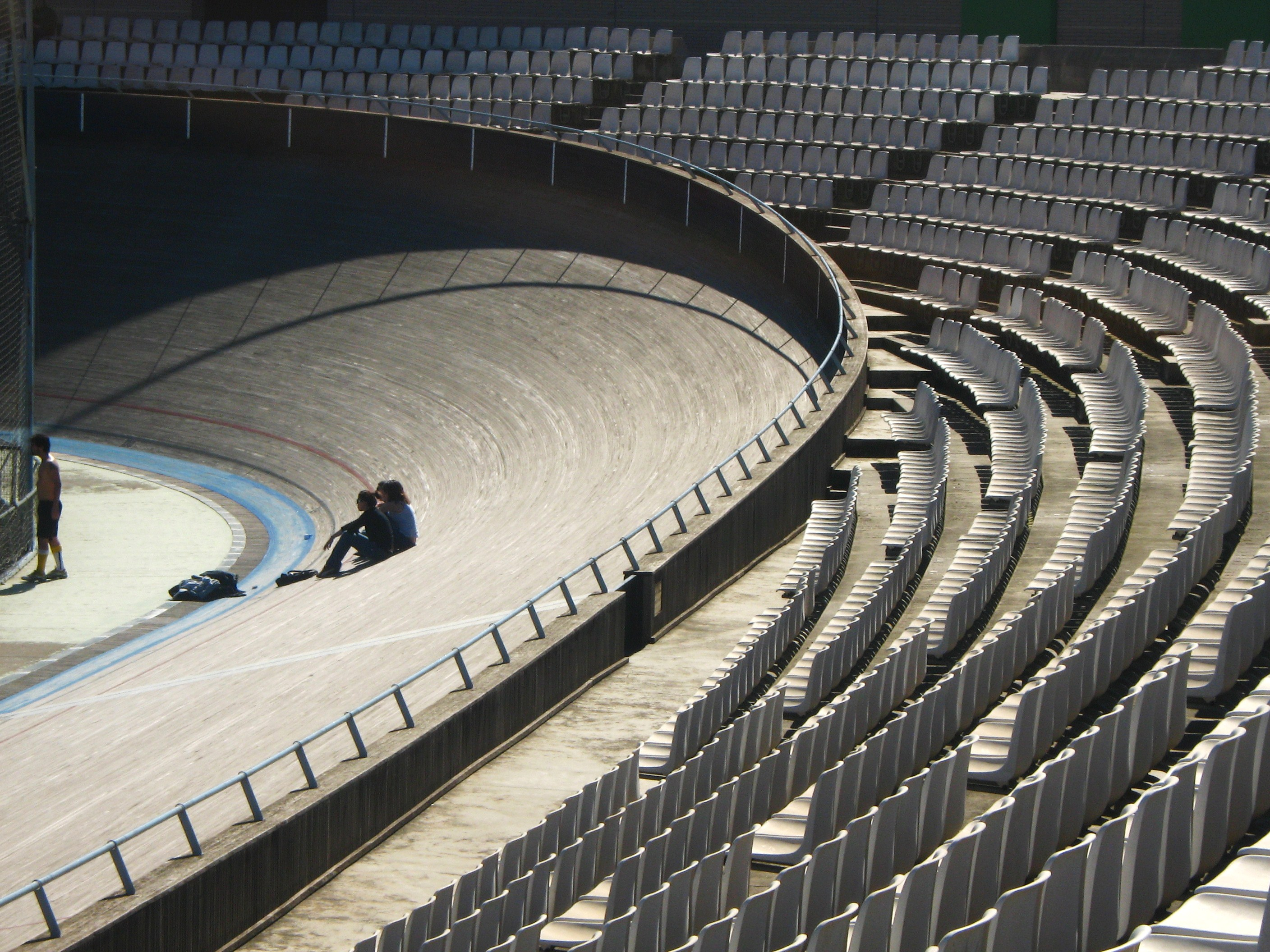
Secció del Velòdrom d'Horta

De la mateixa manera que succeí a la resta d'Europa, el ciclisme entrà a Catalunya a finals del segle xix. El primer club que es fundà fou el Club Velocipèdic de Barcelona el 1884 i poc després l'Sport Ciclista Català. Abans del canvi de segle eren diversos els velòdroms existents a Catalunya, com el de la Bonanova (1893) amb 400 metres de corda i considerat el millor d'Europa del moment, el de Reus (1895) o el de Lleida (1896).
Els millors llocs per a anar a fer bici a Catalunya són els Pirineus, els prepirineus, Collserola (per la proximitat a Barcelona) o el delta de l'Ebre encara que hi han rutes ciclistes per tota Catalunya. Els colls més imponents de Catalunya són el Coll de Pradell i l'Alt de Montnou i el coll més alt és el Coll de Pal. Gràcies a la Volta a Catalunya i a la Vuelta s'han fet molt coneguts alguns ports de muntanya com per exemple la carretera de Vallter 2000.
El 1897 es creà la Unió Velocipèdica Catalana, primer organisme d'aquest esport.
L'any 1911 s'organitzà la primera edició de la Volta a Catalunya, la tercera cursa per etapes més antiga del món per darrere del Tour de França (1903) i el Giro d'Itàlia (1909). Altres curses importants catalanes han estat la Setmana Catalana de Ciclisme (1963) i l'Escalada a Montjuïc (1965).
Pel que fa als ciclistes podem esmentar Marià Cañardo, Miquel Poblet, Melcior Mauri, Ot Pi (en la modalitat de trialsín) o el ciclista de Movistar Team Marc Soler.

## Hoquei sobre herba

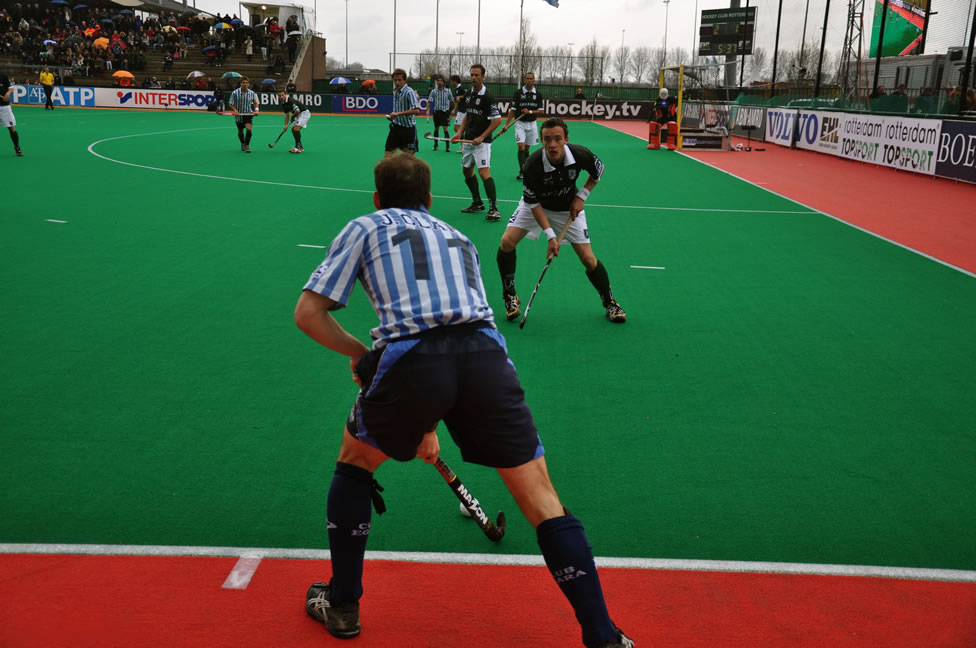
Partit de l'Egara.

L'any 1907, alumnes de l'Ateneu Calasanç de Terrassa començaren a practicar l'hoquei sobre herba a Catalunya. L'any 1910 es fundà el primer club, també a Terrassa, el Lawn Hockey Club Calassanç. Des d'aleshores, la ciutat egarenca ha estat la capital de la península Ibèrica d'aquest esport.
Els clubs més importants a Catalunya són el Club Egara, l'Atlètic Terrassa i el CD Terrassa a la ciutat del Vallès; i el RC Polo i el FC Barcelona a la capital catalana.
Tres clubs catalans, l'Egara (1969 i 1970), l'Atlètic (1985 i 1998) i el Polo (2004) han estat campions d'Europa d'aquest esport.
L'hoquei herba ha estat sempre un esport familiar que es traspassa de pares a fills. Moltes famílies han donat importants nissagues de jugadors, entre les que podem destacar els Amat, Arbós, Cabot, Dinarés, Dualde, Escudé, Fàbregas, Freixa, Giró, Malgosa, Quintana o Ysamat.

## Atletisme

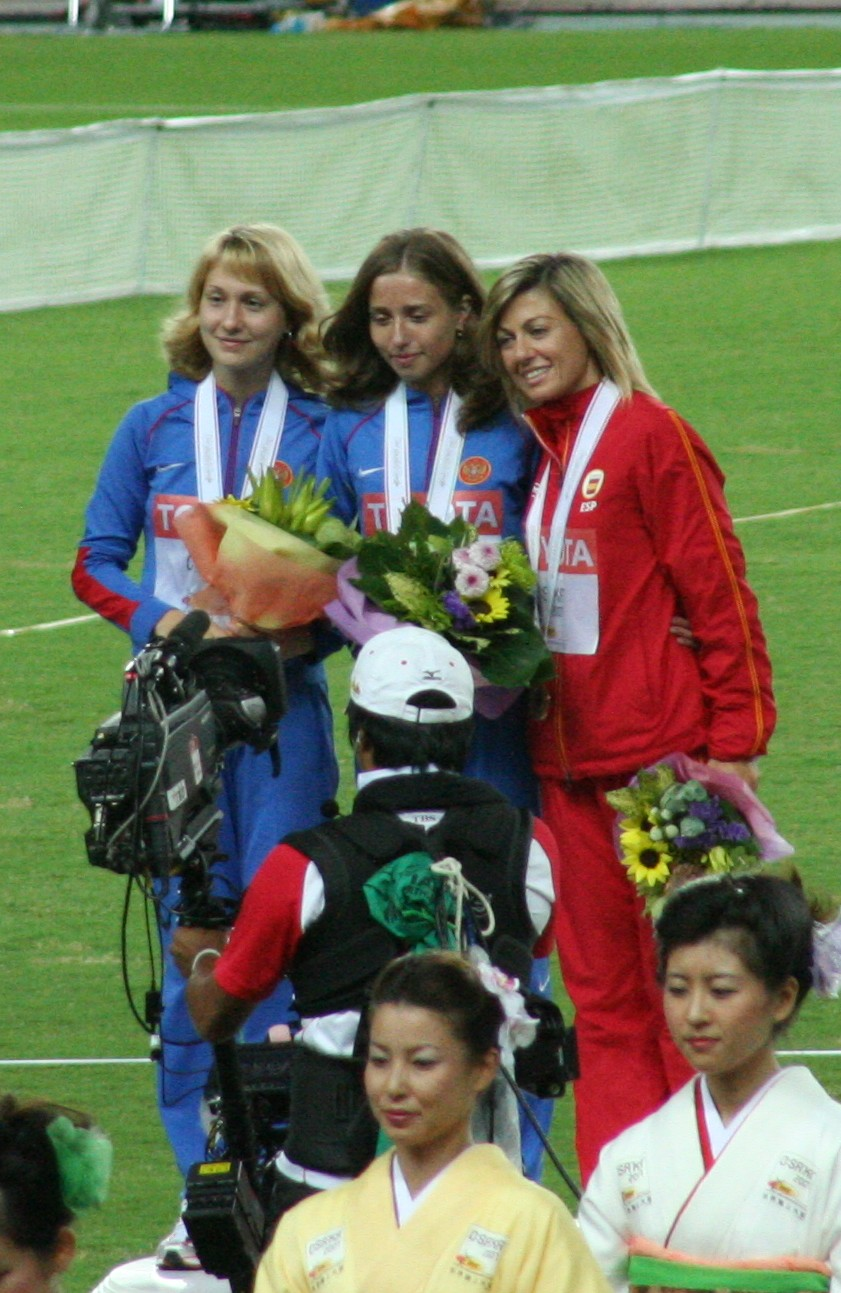
Maria Vasco (de vermell)

La primera cursa atlètica a Catalunya es disputà a Barcelona el 9 de desembre de 1898, promoguda per Jaume Vila, professor del gimnàs Tolosa. La federació catalana, amb el nom de Federació Atlética Catalana, es creà el 1915 i fou reconeguda pel Comitè Olímpic Internacional. Durant aquests anys començaren a crear-se els primers clubs. Els més destacats foren les seccions del CN Barcelona, FC Barcelona i RCD Espanyol. El 1920 nasqué la cursa Jean Bouin, primera cursa amb continuïtat de l'estat.
Catalunya ha destacat principalment en les proves de mig fons, fons, cros i marxa. Ha donat noms brillants com:
- Velocitat: Gaietà Cornet, David Canal
- Mig fons: Tomàs Barris, Carme Valero, Reyes Estévez, Natàlia Rodríguez
- Fons: Antoni Amorós, Carles Castillejo, José Rios
- Marxa: Guerau Garcia, Jordi Llopart, Josep Marín, Valentí Massana, Dani Plaza, Mari Cruz Díaz, Maria Vasco
- Salts: Antoni Corgos, Javier García Chico
- Obstacles: Carles Sala, Josep Lluís Blanco

L'Estadi Olímpic Lluís Companys és la principal instal·lació atlètica del país.

## Natació i waterpolo

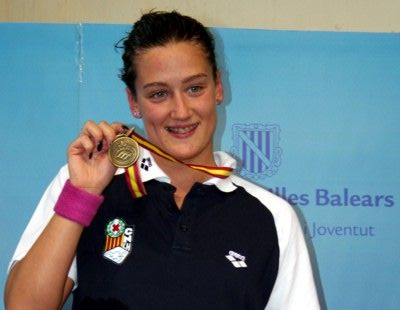
Mireia Belmonte amb la medalla d'or dels 200 m estils, en el Campionat Europeu de Natació de 2008

La natació fou introduïda a Catalunya per Bernat Picornell, fundador l'any 1907 del Club Natació Barcelona. L'any següent, el club organitzà la primera Copa Nadal de natació al port de Barcelona. El mateix any organitzà el primer partit de waterpolo al país. Molts són els clubs dedicats a aquest esport que han destacat, com el CN Atlètic (1913), CN Sabadell (1916), el CN Reus Ploms (1918), CN Banyoles (1925), CN Badalona (1929), CN Poble Nou (1930), CN Catalunya (1931), CE Mediterrani (1931), CN Terrassa (1932), CN Mataró (1932), CN Manresa (1933), CN Igualada (1934), CN Montjuïc (1944) o el CN Sant Andreu (1971).
El waterpolo català és la principal potència de la península Ibèrica. Els waterpolistes catalans han assolit triomfs en competicions europees i mundials pel que fa a clubs, (el Barcelona fou campió d'Europa el 1981/82 i el Catalunya el 1994/95) i de selecció (una medalla d'or i una d'argent en Jocs Olímpics i un Campionat del Món). També ha donat campions internacionals la natació sincronitzada, on el principal club és el CN Kallipolis.
Molts són els nedadors catalans que han destacat amb el pas dels anys. En natació podem citar noms com Mari Pau Corominas Guerin, Santiago Esteva i Escoda, Natàlia Mas Masdefiol, Jordi Cervera Martínez, Sergi López Miró, Mireia Belmonte i García, David Meca Medina, Erika Villaécija, Paula Crespí, M. Àngels Bardina, Aschwin Wildeboer o Olaf Wildeboer. En waterpolo a Manel Estiarte i Duocastella (considerat per molts experts el millor waterpolista de la història), Daniel Ballart i Sans, Gabriel Hernández i Paz o Jordi Sans i Juan. I en sincronitzada ha destacat principalment Gemma Mengual Civil.

## Altres esports
La gimnàstica catalana ha donat importants figures com Joaquim Blume als anys 50 o Gervasi Deferr, triple medallista olímpic, als anys 2000. La vela esportiva ha donat molts medallistes olímpics a l'esport català, des de Santiago Amat a Los Angeles'32 fins als més recents Miquel Noguer, Josep Maria Van der Ploeg i les germanes Vía-Dufresne i Azón. El món del muntanyisme ha estat molt arrelat a Catalunya des de finals del segle xix. La principal entitat és el Centre Excursionista de Catalunya, que té les arrels l'any 1876. Els esports d'hivern han tingut des d'inicis del segle xx forta tradició als Pirineus. La Molina ha estat seu d'importants competicions internacionals d'esquí. En hoquei sobre gel destaca la presència del CG Puigcerdà. La boxa tingué una llarga tradició a mitjans de segle xx, on destacà Josep Gironès, un autèntic ídol del moment. El billar ha donat diversos campions del món entre els quals destaca Dani Sánchez. En tir olímpic destacà Eladi Vallduví Casals, campió del món i cinc cops olímpic.

## Seleccions esportives catalanes

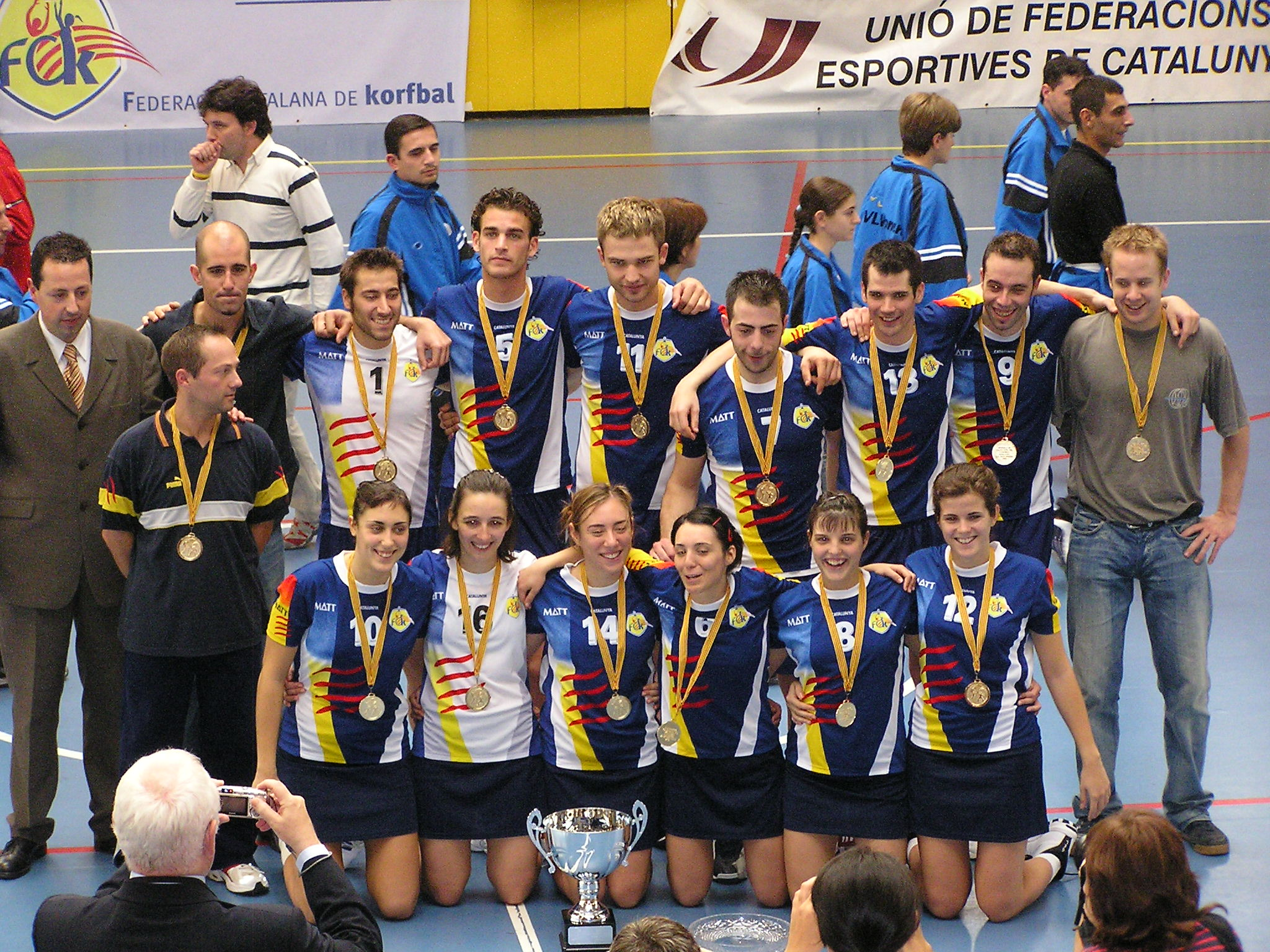
Selecció de corfbol campiona de l'European Bowl 2005

Les seleccions esportives catalanes són les formacions que han competit, tant en el si de l'Estat Espanyol com internacionalment, bé de forma oficial o bé amb caràcter amistós, sota la jurisdicció de les respectives federacions catalanes.
Algunes d'aquestes seleccions catalanes poden competir internacionalment de manera oficial en ser reconegudes les federacions catalanes per les respectives federacions internacionals. Des de finals del segle xx la Plataforma Pro Seleccions Catalanes pretén obtenir el reconeixement de les federacions catalanes que no el tenen, i així poder competir internacionalment de forma oficial.
A data de novembre de 2008, hi ha 15 esports en els quals la federació catalana corresponent és reconeguda internacionalment de manera oficial. Podem destacar les seleccions de Corfbol, Pitch and Putt, Físic-culturisme, Futbol Sala, Futbol Australià, Raquetbol, Twirling, Fistbol o Bitlles i Bowling

## Instal·lacions esportives

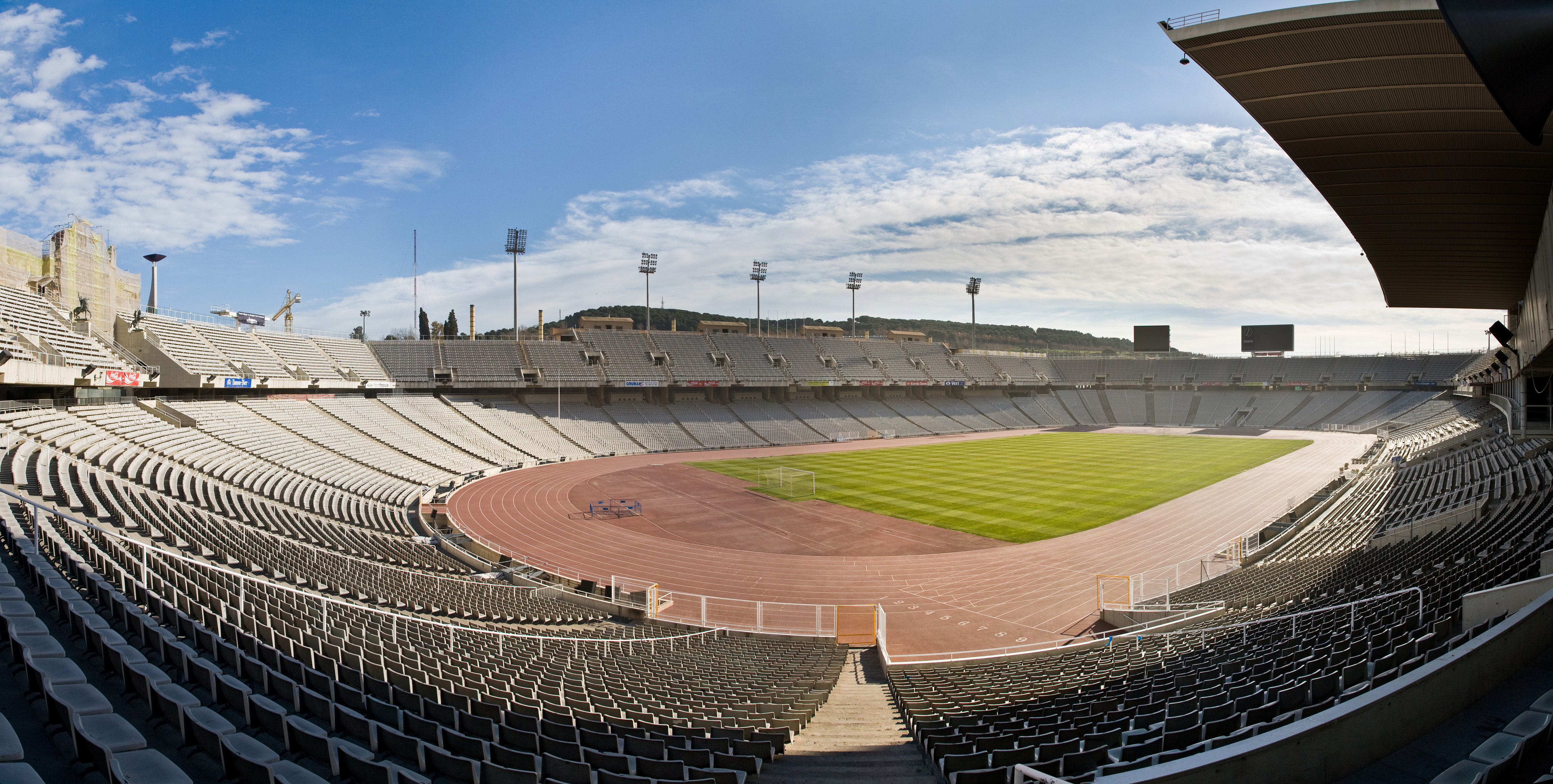
Estadi Olímpic Lluís Companys

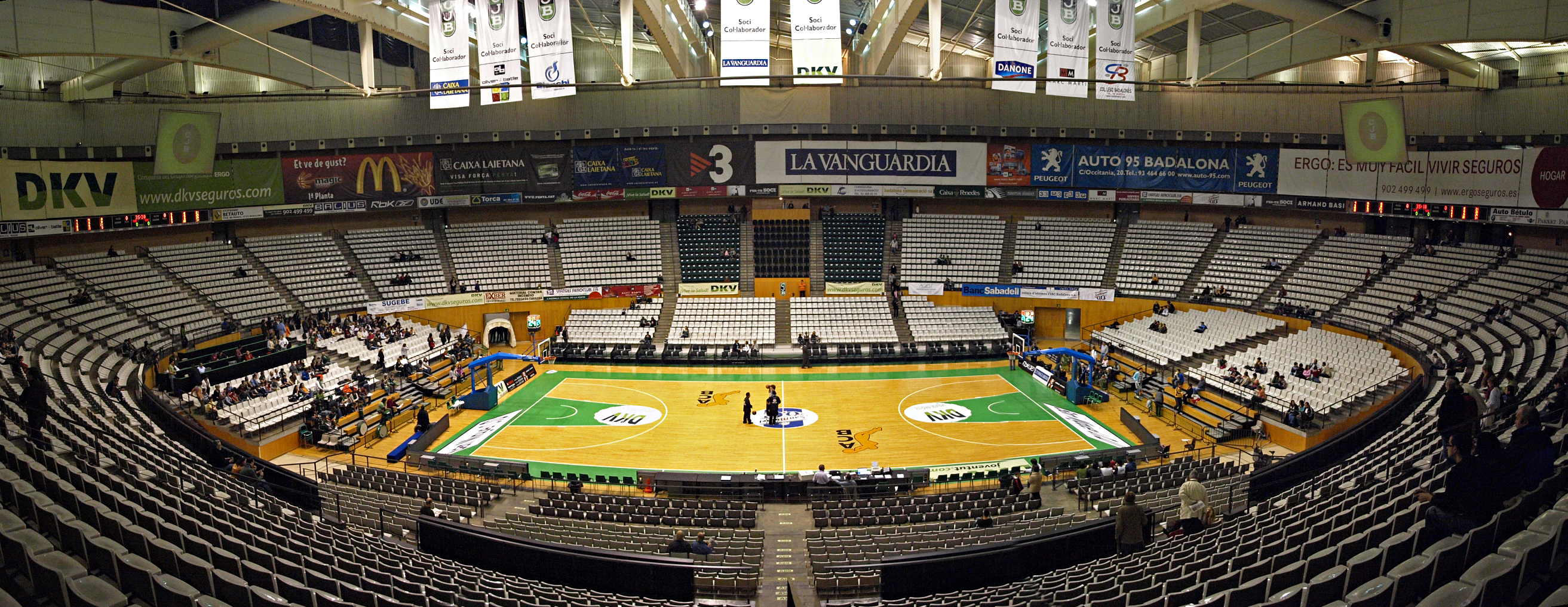
Pavelló Olímpic de Badalona

Catalunya disposa d'un ampli reguitzell d'instal·lacions de primer ordre a nivell mundial, on s'han realitzat importants esdeveniments esportius. Les més importants són:
| Instal·lació                                | Esports principals                                 | Localitat                  |
| Futbol (+10.000 capacitat)                  | Futbol (+10.000 capacitat)                         | Futbol (+10.000 capacitat) |
| ------------------------------------------- | -------------------------------------------------- | -------------------------- |
| Camp Nou                                    | Futbol                                             | Barcelona                  |
| Estadi Cornellà - el Prat                   | Futbol                                             | Cornellà-El Prat           |
| Estadi Olímpic Lluís Companys               | Futbol - atletisme                                 | Barcelona                  |
| Montilivi                                   | Futbol                                             | Girona                     |
| Estadi Municipal Nova Creu Alta             | Futbol                                             | Sabadell                   |
| Nou estadi de Tarragona                     | Futbol                                             | Tarragona                  |
| Estadi Johan Cruyff                         | Futbol                                             | Sant Feliu de Llobregat    |
| Camp d'esports                              | Futbol                                             | Lleida                     |
| Basquet                                     |                                                    |                            |
| Palau Sant Jordi                            | Basquetbol - gimnàstica                            | Barcelona                  |
| Palau Blaugrana                             | Basquetbol - handbol - hoquei patins - futbol sala | Barcelona                  |
| Pavelló Olímpic de Badalona                 | Basquetbol                                         | Badalona                   |
| Esports de motor                            |                                                    |                            |
| Circuit de Catalunya                        | Motociclisme - automobilisme                       | Montmeló                   |
| Parcmotor Castellolí                        | Motociclisme - automobilisme                       | Castellolí                 |
| Circuit de Calafat                          | Motociclisme - automobilisme                       | Calafat                    |
| Circuit d'Alcarràs                          | Motociclisme                                       | Alcarràs                   |
| Tennis                                      |                                                    |                            |
| Centre Municipal de Tennis Vall d'Hebron    | Tennis                                             | Barcelona                  |
| Instal·lacions del RCT Barcelona            | Tennis                                             | Barcelona                  |
| Natació                                     |                                                    |                            |
| Piscina Municipal de Montjuïc               | Natació                                            | Barcelona                  |
| Piscines Picornell                          | Natació                                            | Barcelona                  |
| Esports de rem i marítims                   |                                                    |                            |
| Canal Olímpic de Catalunya                  | Piragüisme                                         | Castelldefels              |
| Parc Olímpic del Segre                      | Piragüisme                                         | La Seu d'Urgell            |
| Estany de Banyoles                          | Rem                                                | Banyoles                   |
| Port Olímpic de Barcelona                   | Vela                                               | Barcelona                  |
| Esports de neu (esquí-snowboard-senderisme) |                                                    |                            |
| La Molina                                   | Esquí-Ciclisme                                     | Alp                        |
| Masella                                     | Esquí-Ciclisme                                     | Alp                        |
| Baqueira Beret                              | Esquí-Patinatge sobre gel-Ciclisme                 | Vall d'aran                |
| Boí Taüll                                   | Esquí                                              | Taüll                      |
| Port del Comte                              | Esquí                                              | La coma                    |
| Espot                                       | Esquí                                              | Espot                      |
| Vallter 2000                                | Esquí                                              | Setcases                   |
| Vall de Núria                               | Esquí                                              | Queralbs                   |
| Tavascan                                    | Esquí-Esquí de fons                                | Tavascan                   |
| Hípica                                      |                                                    |                            |
| Instal·lacions del RC Polo                  | Hípica                                             | Barcelona                  |
| Club Hípic El Montanyà                      | Hípica                                             | Seva                       |
| Hoquei                                      |                                                    |                            |
| Palau de Gel                                | Hoquei sobre gel                                   | Barcelona                  |
| Estadi Olímpic de Terrassa                  | Hoquei sobre herba                                 | Terrassa                   |
| Beisbol                                     |                                                    |                            |
| Camp de Beisbol Pérez de Rozas              | Beisbol                                            | Barcelona                  |
| Ciclisme                                    |                                                    |                            |
| Velòdrom d'Horta                            | Ciclisme                                           | Barcelona                  |
| Handbol                                     |                                                    |                            |
| Palau d'Esports de Granollers               | Handbol                                            | Granollers                 |
| Rugbi                                       |                                                    |                            |
| Camp Municipal de Rugbi La Foixarda         | Rugbi                                              | Barcelona                  |
| Tir amb arc                                 |                                                    |                            |
| Camp Olímpic de Tir amb Arc                 | Tir amb arc                                        | Barcelona                  |
| Tir olímpic                                 |                                                    |                            |
| Camp de Tir Olímpic de Mollet               | Tir olímpic                                        | Mollet del Vallès          |